# جون شاندلير
جون شاندلير (بالإنجليزية: John Davis Chandler) (و. 1935 – 2010 م) هو ممثل، وممثل تلفزيوني، من الولايات المتحدة الأمريكية، ولد في هينتون، توفي عن عمر يناهز 75 عاماً.

## وصلات خارجية
- جون شاندلير على موقع IMDb (الإنجليزية)
- جون شاندلير على موقع ألو سيني (الفرنسية)
- جون شاندلير على موقع أول موفي (الإنجليزية)
- جون شاندلير على موقع قاعدة بيانات الأفلام السويدية (السويدية)
- جون شاندلير على موقع قاعدة بيانات الأفلام السويدية (السويدية)
- جون شاندلير على موقع قاعدة بيانات الفيلم (الإنجليزية)
- جون شاندلير على موقع كينوبويسك (الروسية)